# إجراء المقطع التجميدي

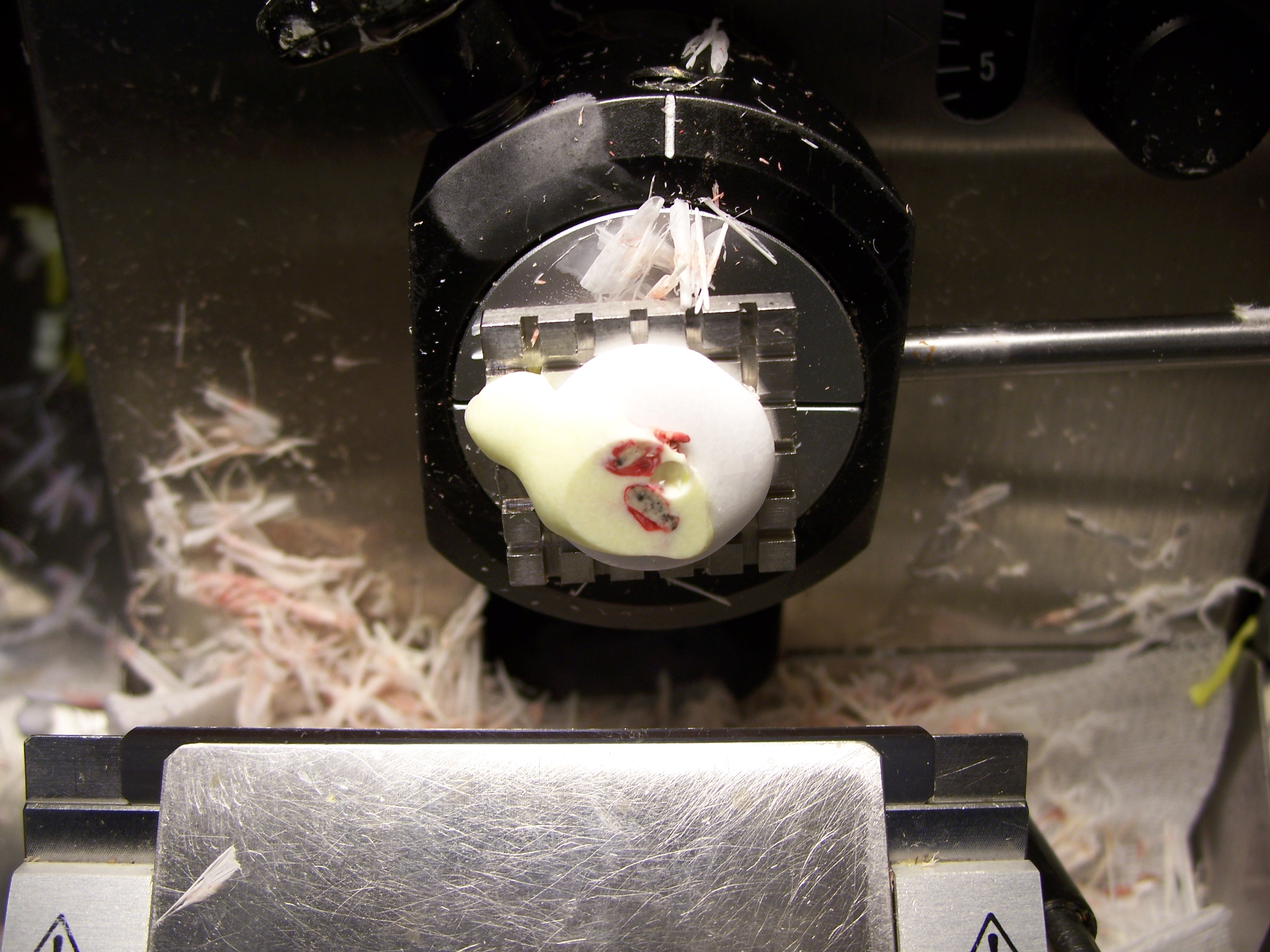
أنسجة داخل مركب درجة حرارة القطع الأمثل، مثبتة على حامل في مبرد، وجاهزة لإنتاج المقطع

إجراء المقطع التجميدي (بالإنجليزية: Frozen section procedure)‏ هو إجراء مرضي تشريحي لإجراء تحليل مجهري سريع للعينة. يُستخدم عادةً في جراحة الأورام. الاسم التقني لهذا الإجراء هوَ المقطع البردي (بالإنجليزية: cryosection)‏.